# Peperomia graveolens
Peperomia graveolens är en pepparväxtart som beskrevs av Rauh & Barthlott. Peperomia graveolens ingår i släktet peperomior, och familjen pepparväxter. Inga underarter finns listade i Catalogue of Life.